# Estação Poble Sec

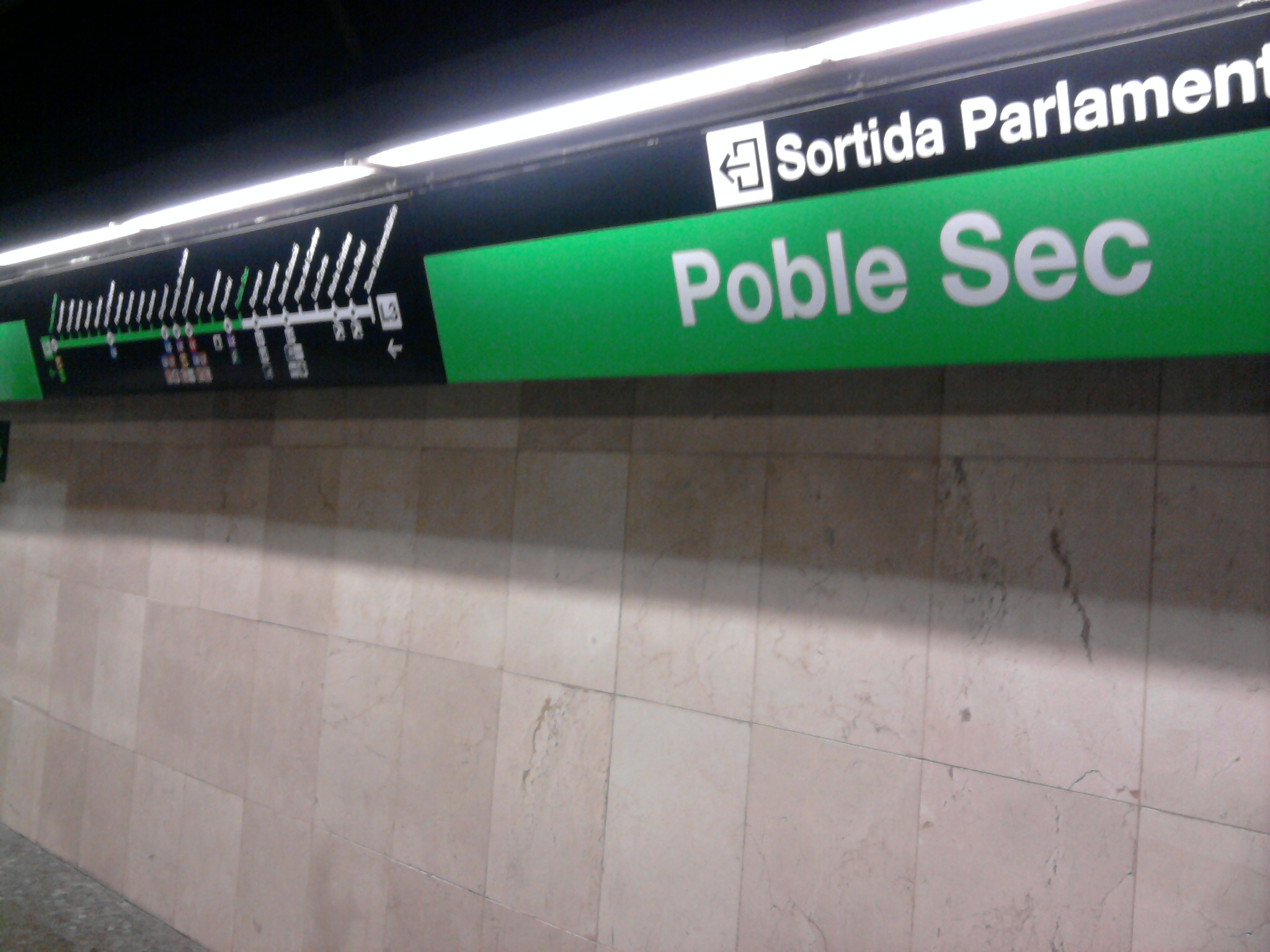
Estação Poble Sec.

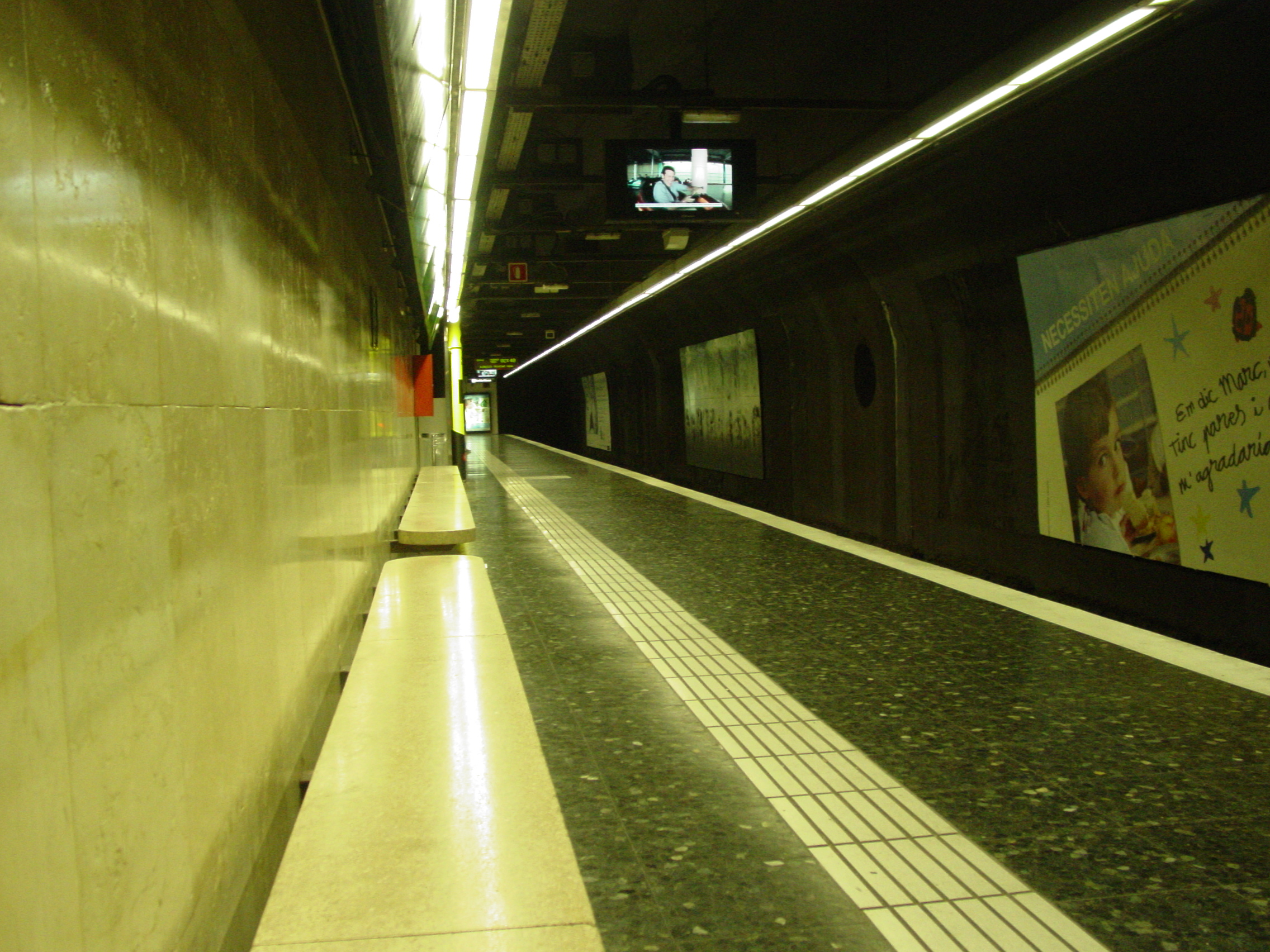
Tres Boles escultura de José Luis Carcedo Vidal (1975).Plataforma de embarque.

Poble Sec é uma estação a linha Linha 3 do Metro de Barcelona. Entrou em funcionamento em 1975. 

## História
A estação foi inaugurada em 1975, junto com as outras estações do trecho L3 entre as estações Paral·lel e Sants Estació. Esta seção foi originalmente operada separadamente de L3 e conhecida como L3b. A estação adotou seu nome atual em 1982, mais ou menos na mesma época em que L3b foi fundida com a L3 propriamente dita.

## Localização
A estação está localizada diretamente abaixo da Avinguda del Paral·lel, entre a Carrer de Manso e a Carrer del Parlament. O acesso é feito a partir das entradas Carrer de Manso e Carrer de Teodor Bonaplata. As plataformas têm 94 metros de comprimento cada e estão uma ao lado da outra, embora separadas por uma parede.

## Expansão
Existem planos para a L2, que atualmente termina uma parada abaixo da L3 na estação Paral·lel, para ser desviado para novas plataformas em Poble Sec. L2 então continuará até um terminal no Aeroporto de Barcelona, e Poble Sec se tornará uma estação de intercâmbio entre L2 e L3.